# Europastraße 77
Die Europastraße 77 (kurz: E 77) ist eine wichtige Nord-Süd-Straßenverbindung, die von Russland über Estland, Lettland, Litauen, Polen und die Slowakei nach Ungarn führt.
Ursprünglich endete die Europastraße im Norden in Danzig, wurde aber 1998 verlängert, wobei jetzt ein Seeweg zwischen Kaliningrad und Danzig die Straße unterbricht. Die Straße beginnt im Süden in Budapest und geht nach Vác. Die Route wird in Ungarn von der Autobahn M 2 und der Straße Nummer 2 gebildet und hat eine Gesamtlänge von etwa 70 Kilometern. In der Slowakei führt die E 77 über die Schnellstraße R1 und R3 mit insgesamt 205 Kilometern. In Polen verläuft die Straße deckungsgleich mit der Landesstraße 7 (droga krajowa 7) über Krakau nach Warschau und endet in Danzig. Dort wird die Straße durch die Ostsee unterbrochen und beginnt in der Oblast Kaliningrad in Kaliningrad. In der Oblast wird die Strecke von der A229, wo sie sich mit der E 28 deckt, und A216 gebildet. In Litauen führt die Straße als A12 durch den Ort Šiauliai und kreuzt sich mit der E 272. In Lettland hat die Straße eine Gesamtlänge von 274 Kilometern und wird von der A8 und A2 gebildet. Letztere führt durch Riga und kreuzt die Europastraßen E 22 und E 67. Die knapp 22 Kilometer in Estland werden durch die Põhimaantee 7 gebildet.
Den Abschluss bilden 70 Kilometer als A212 in Russland bis Pskow.